# Ribno
Ribno je naselje u slovenskoj Općini Bledu. Ribno se nalazi u pokrajini Gorenjskoj i statističkoj regiji Gorenjskoj. 

## Stanovništvo
Prema popisu stanovništva iz 2002. godine naselje je imalo 589 stanovnika.